# Moderaterne
Zmerni (dansko Moderaterne) je danska politična stranka, katere ustanovitev je napovedal nekdanji predsednik vlade Lars Løkke Rasmussen. Ime je objavil v ustavnem govoru 5. junija 2021. Obenem je dejal, da bo stranka nastala po lokalnih volitvah leta 2021.
Po Rasmussenovih besedah mora biti stranka sredinsko usmerjena in imeti ambicijo ustvariti "napredek in spremembe na križišču med modrim blokom, ki ga muči vrednostna politika, in rdečim blokom, ki je obtičal v preteklem pogledu na posameznika ter državo".
Stranka je začela zbirati volilno podporo junija 2021. 15. septembra 2021 je Lars Løkke Rasmussen sporočil, da so prejeli 20.182 podpisov, potrebnih za izpolnjevanje pogojev za kandidiranje na naslednjih danskih splošnih volitvah.